# Cerkáriová dermatitida
Cerkáriová dermatitida je alergické kožní onemocnění savců (vč. člověka) vyvolané průnikem cerkárií ptačích motolic (Schistosomatidae) do kůže náhodného hostitele. Vznik makulopapulózní vyrážky je způsoben zánětlivou imunitní reakcí hostitele v okolí uhynulých těl parazitů. Nejvíce pacientů se cerkáriovou dermatitidou nakazí během koupání v přírodních nádržích, v nichž se vyskytují plži vylučující infekční larvální stadia ptačích motolic (cerkárie). Kvůli zvyšujícímu se počtu diagnostikovaných případů je toto onemocnění označováno jako „emerging infectious disease”.

## Původci onemocnění

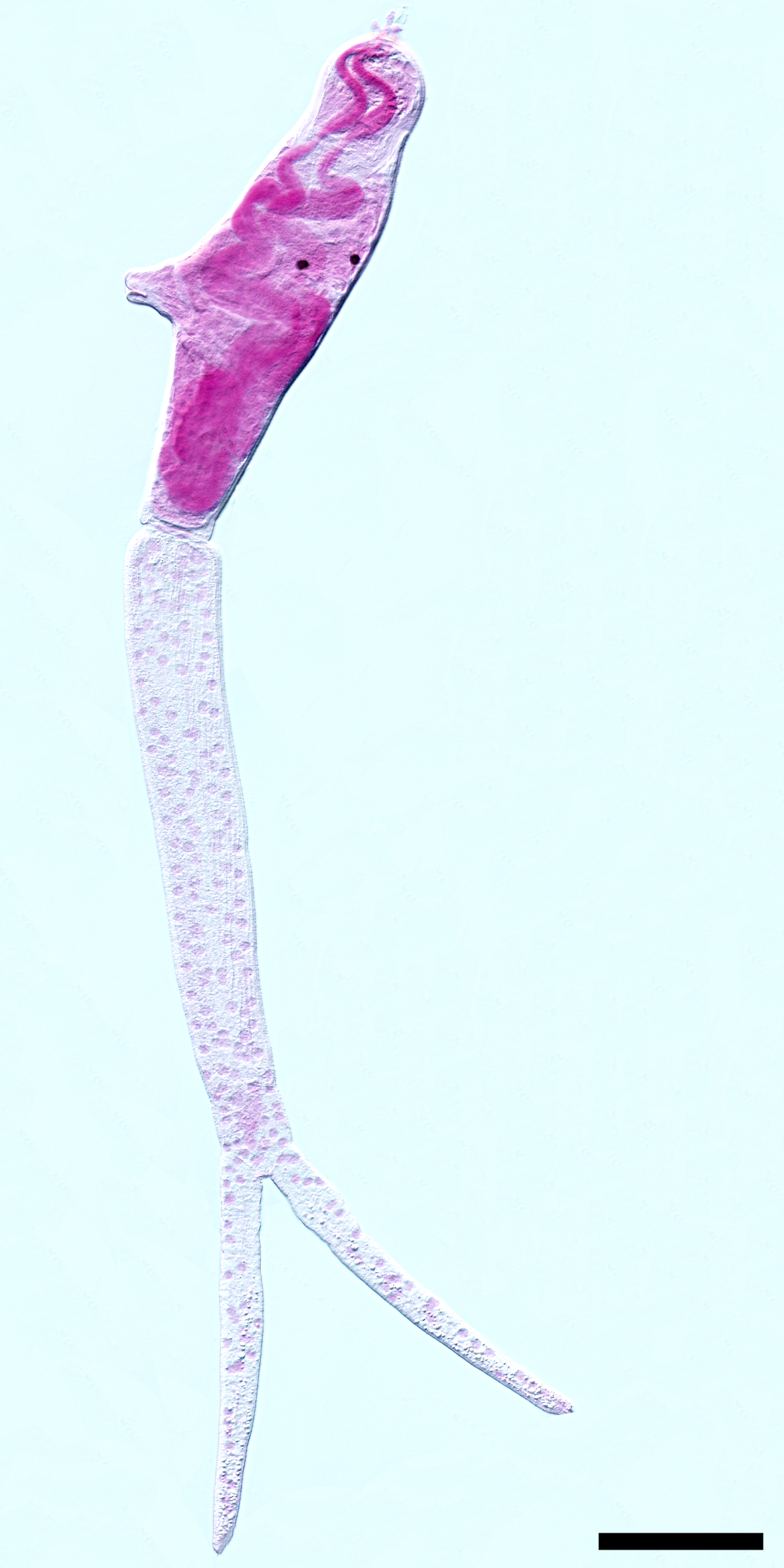
Cerkárie motolice Trichobilharzia szidati způsobující cerkáriovou dermatitidu.

Zástupci ptačích schistosom (čeleď Schistosomatidae) způsobující cerkáriovou dermatitidu se vyskytují ve vodách celého světa kromě Antarktidy. Jejich výskyt je podmíněn přítomností ptačích definitivních hostitelů a mezihostitelských plžů, vůči kterým jsou parazité úzce specializováni. Podle obývaného stanoviště rozdělujeme ptačí schistosomy na druhy sladkovodní (např. rody Trichobilharzia, Bilharziella, Dendritobilharzia) a mořské (např. rody Austrobilharzia, Ornithobilharzia).
Ve střední Evropě se na nejvíce počtech případů cerkáriové dermatitidy podílí ptačí motolice rodu Trichobilharzia (T. szidati, T. regenti, T. franki). Rody ptačích schistosom běžně se vyskytujících na území ČR představuje následující tabulka.
| Rod               | Mezihostitel (čeleď plžů) | Definitivní hostitel (řád ptáků)              | Prokázaný původce cerkáriové dermatitidy |
| ----------------- | ------------------------- | --------------------------------------------- | ---------------------------------------- |
| Bilharziella      | okružákovití              | vrubozobí, krátkokřídlí, brodiví, potápky     | ano                                      |
| Dendritobilharzia | okružákovití              | vrubozobí, krátkokřídlí, veslonozí, potáplice | ne                                       |
| Trichobilharzia   | plovatkovití              | vrubozobí                                     | ano                                      |

Životní cyklus ptačích motolic z čeledi Schistosomatidae zahrnuje stejně jako u lidských schistosom dva hostitele, jsou jimi plicnatí plži (mezihostitelé) a ptáci (definitivní hostitelé). V definitivním hostiteli dochází k pohlavnímu rozmnožování dospělých jedinců, kteří produkují vajíčka. Z nich se líhnou první larvální stádia tzv. miracidia, penetrující mezihostitelské plže. Po asexuálním namnožení parazita uvnitř těchto plžů dochází k uvolnění dalších larválních stádií – cerkárií. Cerkárie ve vodě aktivně vyhledávají vhodné definitivní hostitele, do nichž posléze pronikají. Při penetraci pokožky hostitele cerkárie navíc odhazují své ocásky, čímž se mění na poslední subadultní stádia tzv. schistosomula. Ta migrují tělem definitivního hostitele na místo své definitivní lokalizace, kde dospívají a pohlavně se množí. Podle finální lokalizace můžeme rozlišit ptačí schistosomy viscerální, které dospívají v cévách vnitřních orgánů (např. Trichobilharzia szidati obsazuje cévy v blízkosti střev), a schistosomy nazální (např. Trichobilharzia regenti obsazující nosní sliznici).
Savci, včetně člověka, představují v životním cyklu ptačích motolic tzv. náhodné hostitele, ve kterých parazité nedokáží dokončit svůj vývoj, jelikož jsou zlikvidováni imunitním systémem hostitele, a to z velké většiny již při penetraci pokožky nebo následně při případné migraci organismem. Záměna definitivního ptačího hostitele za náhodného savčího hostitele je způsobena podobným složením mastných kyselin a dalších chemických látek (cholesterol, ceramidy apod.) na pokožce teplokrevných obratlovců (ptáků a savců).

## Epidemiologie a rozšíření
První případy cerkáriové dermatitidy byly popsány již ve 20. letech 20. století. K současnému nárůstu diagnostikovaných případů přispívá největší měrou kromě rozšiřujícího se povědomí o ptačích schistosomách také celosvětové oteplování a eutrofizace vodních nádrží. Uvolňování cerkárií z mezihostitelských plžů je totiž vysoce citlivé na vnější teplotu (ideálně 17–25 °C). Na druhé straně obohacování půdy o dusík a fosfor zapříčiňuje zkvalitnění životaschopnosti plžů, a tedy i přítomných larválních stádií parazita. I přes to jsou celkové záznamy dokumentující výskyt cerkáriové dermatitidy výrazně podhodnoceny, neboť při primárních infekcích může být průběh onemocnění téměř bezpříznakový či při mírných projevech lehce zaměnitelný s hmyzím kousnutím.
Ptačí motolice způsobující cerkáriovou dermatitidu se nachází ve sladkých i slaných vodách po celém světě. V Evropě pochází nejvíce záznamů o výskytu cerkáriové dermatitidy z území České republiky, Rakouska, Německa, Francie, Norska či Islandu, což však nevylučuje výskyt případů i v jiných zemích.
V České republice jsou původci cerkáriové dermatitidy nacházeni především ve stojatých vodách, přičemž nejvíce případů je popisováno z přírodních koupališť. V posledních letech byla cerkáriová dermatitida zaznamenána a potvrzena na koupacích plochách v Příbrami , Sokolově , Plzni , Zákupech , Karlových Varech, Brušperku, Říčanech, Vrchlabí, Jetřichovicích, Proboštově či Praze. 
Státní zdravotní ústav doporučuje označit jakost vody s výskytem cerkárií působících dermatitidu jako zhoršenou (stupeň 3) nebo nevhodnou ke koupání (stupeň 4).

## Klinické příznaky, diagnostika a terapie

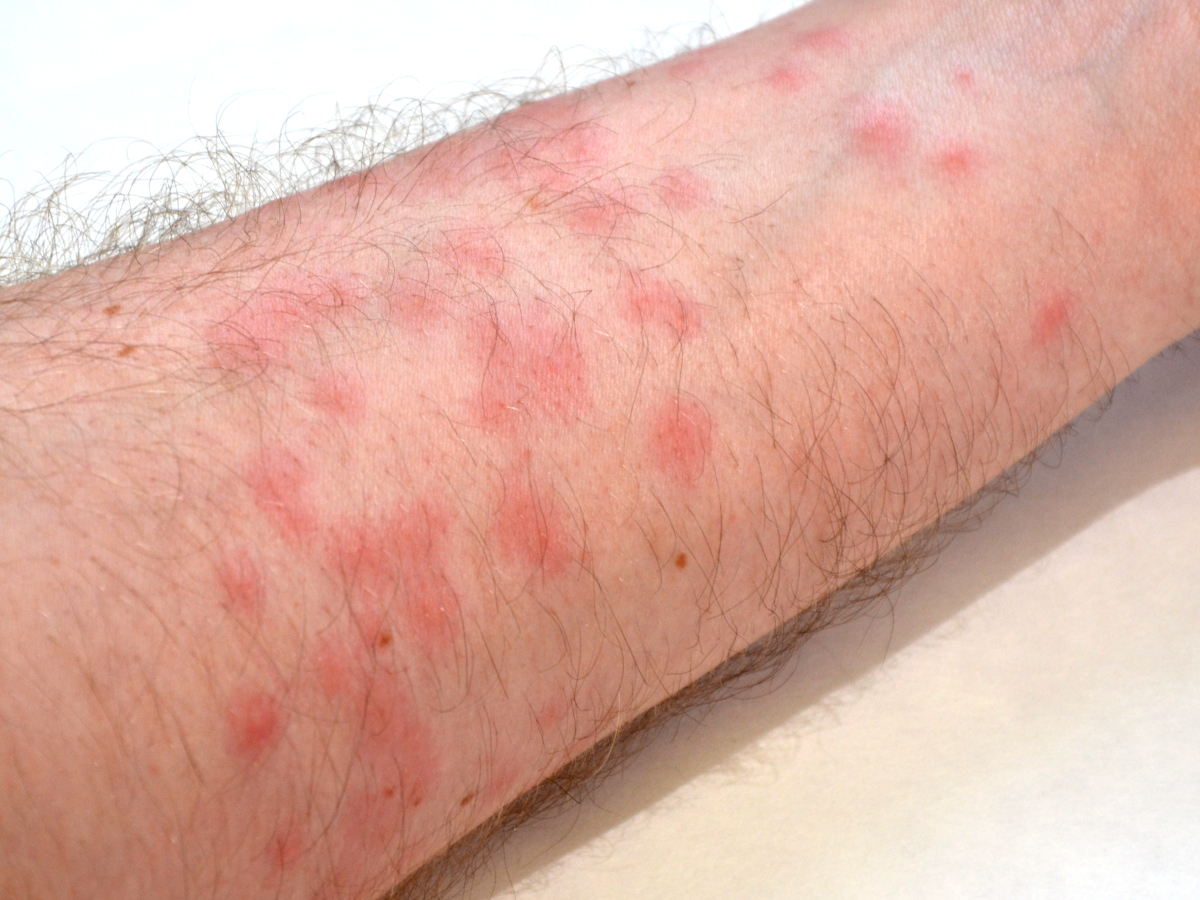
Červené skvrny (makuly), časný projev cerkáriové dermatitidy.

Cerkáriová dermatitida se projevuje jako vyrážka reprezentovaná nejprve růžovými, asi 2 mm v průměru velkými makulami, později papulami. Ty se vytvářejí v místě penetrace cerkárií (i pod oblečením) běžně do 2. dne po infekci a následně po 2–3 týdnech mizí. Klasickým projevem je nepříjemné svědění způsobující v některých případech i nespavost. U citlivějších jedinců se dále můžeme setkat s horečnatými stavy, zduřením lymfatických uzlin, edémy apod. Intenzita a rychlost nástupu obranné je reakce je kromě citlivosti jednotlivce podmíněna i množstvím penetrujících cerkárií a hlavně předešlým setkáním s cerkáriemi, kdy při primárních infekcích se žádné symptomy objevit nemusí.
Diagnostika cerkáriové dermatitidy je problematická. Kožní projevy vyvolané cerkáriemi se podobají projevům bakteriální dermatitidy, kontaktní dermatitidy, hmyzího kousnutí nebo požahání medúzami nebo jinými žahavci. Cerkárie v kůži lze prokázat biopsií papul do 48 hodin od infekce. Cerkáriovou dermatitidu také může indikovat zvýšený počet eosinofilních granulocytů (především u opakovaně exponovaných osob), hladiny imunoglobulinů E (IgE) však zvýšené být nemusejí. Léčba cerkáriové dermatitidy je pouze symptomatická (nikoliv kauzální) a spočívá ve zmírnění intenzity svědění a vyrážky. V mírných případech lze využít například hořčičný olej, v těžších případech lze použít systémová antihistaminika (hydroxyzin), případně kortikosteroidy (hydrokortizon).

## Prevence

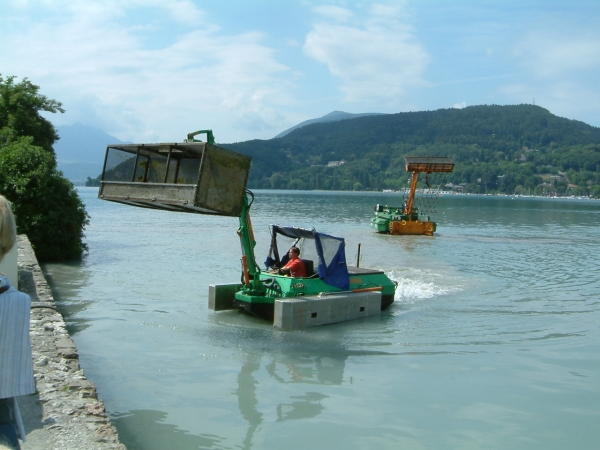
Mechanické odstraňování plžů na pobřeží jezera Annecy ve Francii, jeden z možných způsobů boje s cerkáriovou dermatitidou.

V současnosti nejsou dostupná žádná univerzální preventivní opatření, která by výskyt cerkáriové dermatitidy spolehlivě regulovala, vždy je třeba přihlížet k podmínkám dané vodní nádrže.
Možností, jak na lokalitě eliminovat riziko cerkáriové dermatitidy, je několik:
1. Cílení na definitivní hostitele s dospělými červy:
  - lovení a zastrašování vodního ptactva
  - zákaz krmení vodního ptactva
  - ošetření infikovaných vodních ptáků antihelmintiky (např. praziquantel).
2. Cílení na mezihostitele s larválními stádii:
  - mechanická likvidace plžů
  - využití moluskocidů
  - manuální odlov plžů
  - vysazení predátorů plžů
  - vysazení antagonistických motolic.
3. Cílení na miracidia a cerkárie:
  - vysazení predátorů cerkárií a miracidií (např. někteří kroužkovci),
  - vysazení konkurenčních druhů plžů, v nichž se paraziti nevyvíjejí.[35]
4. Osobní preventivní opatření:
  - vyhnutí se mělkým vodám s výskytem plžů
  - omezení koupání v ranních hodinách (závisí na dynamice vylučování cerkárií)
  - aplikace ochranných krémů proti cerkáriím (krémy na bázi niklosamidu).[36]